# Majdan (Beskid Niski)
Majdan (768 m n.p.m.) – niewybitny szczyt w Beskidzie Niskim, w paśmie Magury Wątkowskiej, boczne ramię Magury.
Szczyt w całości znajduje się z Magurskim Parku Narodowym i nie jest dostępny dla turystów.